# Calamaria eiselti
Calamaria eiselti — вид змій родини полозових (Colubridae). Ендемік Індонезії. Вид названий на честь австралійського герпетолога Йозефа Ейзельта.

## Поширення і екологія
Calamaria eiselti відомі за типовим зразком, зібраним в околицях Паданга на заході Суматри. Вони живуть у вологих тропічних лісах.